# Zemenska planina
Zemenska planina (bulgariska: Земенска планина) är en bergskedja i Bulgarien.   Den ligger i regionen Kjustendil, i den västra delen av landet, 60 km väster om huvudstaden Sofia.
Omgivningarna runt Zemenska planina är en mosaik av jordbruksmark och naturlig växtlighet. Runt Zemenska planina är det ganska glesbefolkat, med 39 invånare per kvadratkilometer.